# آرتور قاندیلیان
آرتور قاندیلیان (ارمنی: Արթուր Ղանդիլյան؛ زادهٔ ۲۱ دسامبر ۱۹۶۵)  اهل ارمنستان است.

## زندگی‌نامه
وی در ۲۱ دسامبر ۱۹۶۵ در گیومری به دنیا آمد و از  فارغ‌التحصیل گشت. وی برنده جوایزی همچون مدال موسس خورناتسی (۲۰۱۷) است.